# Johannes Oskar Andersen
Johannes Oskar Andersen (født 15. maj 1866 på Frederiksberg, død 24. oktober 1959 sammesteds) var en dansk teolog og politiker (Det Konservative Folkeparti).
J.O. Andersen blev født på Frederiksberg, blev student fra Schneekloths Skole i 1884, cand. theol. fra Københavns Universitet i 1890 og erhvervede sig året efter universitetets Guldmedalje. I 1893-1894 og senere i 1902 var han på studierejse i udlandet.
I 1900-1901 deltog han i konkurrencen om professoratet i kirkehistorie. Han fik ikke professoratet, det gik til den kun 25-årige Valdemar Ammundsen, men Andersen fik tilladelse til at docere nordisk kirkehistorie og kirkelig arkæologi. I 1903 blev han ansat som midlertidig docent i kirkehistorie, og i 1913 blev han ekstraordinær professor. Han var ordinær professor 1920-1936 og rektor for Københavns Universitet 1929-1930.
Fra 1899 var han medredaktør af Teologisk Tidsskrift. I 1907 overtog han udgivelsen af Kirkeleksikon for Norden efter Fredrik Nielsens død. Han blev medlem af Det kongelige danske Selskab for Fædrelandets Historie 21. november 1921.
Han har blandt andet skrevet Holger Rosenkrantz den Lærde (1896), Novatian (1901), og Kirkeorganisation udenlands (1905) samt et stort antal større og mindre afhandlinger, blandt hvilke må fremhæves: Fra Trankebarmissionens Begyndelsestid (1906) og Den tyske Original til Peder Smed og Asger Bonde (1907).
Hans skrifter såvel som hans forelæsninger og øvelser viste, at han var elev af Kristian Erslevs positivistiske skole, der kun vil bygge fremstillingen på den metodiske granskning af kilderne.
Andersen var medlem af Folketinget, valgt for Det Konservative Folkeparti i Hovedstaden og Vestre Storkreds fra 1918 til 1939.